# Castell de Bèrnia
El castell de Bèrnia, també anomenat Fort de Bèrnia, està situat entre els penya-segats i al peu de les crestes de la serra de Bèrnia, en el terme municipal de Callosa d'en Sarrià.

## Història

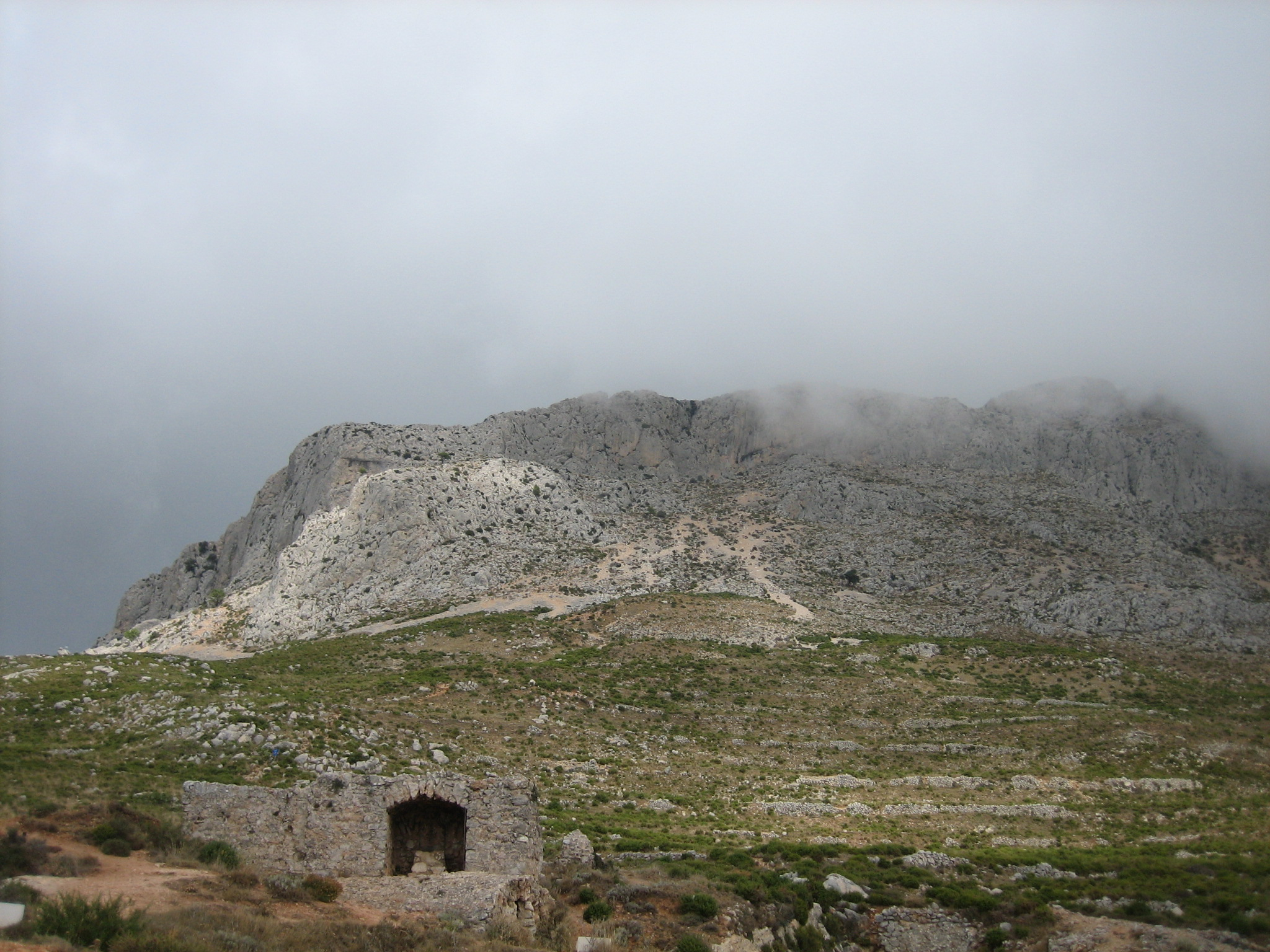
Vista de la Serra de Bèrnia en un dia de boira, des del fort de Felip II (vessant sud). Al peu de la foto la capella del Fort.

Es tracta d'una construcció militar renaixentista, d'estil italià, realitzada per l'enginyer Juan Bautista Antonelli per ordre del rei Felipe II de Castella l'any 1562 per defensar les costes dels atacs otomans. El 1612, el rei Felip III va ordenar la seva demolició per evitar que fos utilitzat pels moriscs rebels.

## Descripció
Actualment, es poden contemplar encara les restes de la seva planta, el fossat i el sistema d'accés, així com una part de les estructures d'habitació. Té doble emmurallament, amb un fossat sec entre l'exterior en forma d'estel de quatre puntes i l'interior, a fi de dificultar el pas a l'interior del recinte, el qual té planta quadrada amb baluards pentagonals en els seus vèrtexs, al que s'accedeix per l'eix de la façana sud.
Les construccions tancades comptaven amb dues plantes i se situaven adossades als murs; aquestes formaven al centre un pati quadrat.